# Escharella bensoni
Escharella bensoni är en mossdjursart som först beskrevs av Brown 1954.  Escharella bensoni ingår i släktet Escharella och familjen Romancheinidae. Inga underarter finns listade i Catalogue of Life.